# Chelonus brevimetacarpus
Chelonus brevimetacarpus är en stekelart som först beskrevs av Vladimir Ivanovich Tobias 1995.  Chelonus brevimetacarpus ingår i släktet Chelonus och familjen bracksteklar. Inga underarter finns listade i Catalogue of Life.